# 有価証券に係る投資顧問業の規制等に関する法律
有価証券に係る投資顧問業の規制等に関する法律（ゆうかしょうけんにかかるとうしこもんぎょうのきせいにかんするほうりつ、昭和61年5月27日法律第74号）は、有価証券に係る投資顧問業を営む者について登録制度を実施し、その事業に対し必要な規制を行うことにより、その業務の適正な運営を確保し、もって投資者の保護を図ることを目的として制定された日本の法律である。
証券取引法等の一部を改正する法律の施行に伴う関係法律の整備等に関する法律（平成18年6月14日法律第66号）の施行により、金融商品取引法に統合される形で2007年9月30日に廃止された。

## 構成
- 第一章　総則（第1条―第3条）
- 第二章　登録（第4条―第10条）
- 第三章　業務（第11条―第23条の6）
- 第四章　投資一任契約に係る業務（第24条―第33条）
- 第五章　監督（第34条―第41条）
- 第六章　証券投資顧問業協会（第42条―第48条）
- 第七章　雑則（第49条―第53条）
- 第八章　罰則（第54条―第61条）
- 附則